# 박슬기 (방송인)
박슬기(1986년 8월 18일 ~ )는 대한민국의 희극 배우, 방송인이다.

## 학력
- 원주초등학교 (졸업)
- 원주여자중학교 (졸업)
- 북원여자고등학교 (졸업)
- 경기대학교 연기학과 학사

## 드라마
- 2004년 MBC 미니시트콤 《두근두근 체인지》 ... 슬기 역
- 2005년 MBC 주간시트콤 《안녕, 프란체스카》 ... 소피아 역
- 2006년 투니버스 《에일리언 샘》 ... 안효리(골지리우스) 역
- 2007년 MBC 아침드라마 《그래도 좋아!》 ... 미순 역
- 2008년 KBS1 일일연속극 《너는 내 운명》 ... 복주 역
- 2011년 MBC 에브리원 틴에이져 시트콤 《레알스쿨》 ... 박콜린 역
- 2011년 SBS 아침연속극 《태양의 신부》 ... 박은진 역
- 2014년 SBS 주말 특별기획 《미녀의 탄생》 ... 백화점 속옷매장 직원 역(특별출연)
- 2015년 MBC 수목드라마 《킬미힐미》 ... 아이돌그룹 '락킹'의 팬미팅 MC 역(특별출연)
- 2015년 엠넷 뮤직드라마 《칠전팔기 구해라》 ... 임팩트 팬 역
- 2015년 웹드라마 《고품격 짝사랑》 ... 한밤의 연예가 통신 리포터 역
- 2016년 중국 소후 닷컴 웹드라마 《고호의 별이 빛나는 밤에》
- 2016년 KBS2 금요시트콤 《마음의 소리》 ... 박슬기 역(특별출연)
- 2016년 KBS2 일일연속극 《다시, 첫사랑》 ... 돈가스 가게점장 역(특별출연)
- 2017년 MBC 수목드라마 《미씽나인》 ... 박슬기 역
- 2017년 MBC 월화드라마 《20세기 소년소녀》 ... 우리 결혼했어요 MC 박슬기 역(특별출연)
- 2017년 tvN 토일드라마 《화유기》 ... 리포터 역(특별출연)
- 2018년 MBC 수목드라마 《이리와 안아줘》
- 2018년 tvN 토일드라마 《알함브라 궁전의 추억》
- 2019년 tvN 수목드라마 《진심이 닿다》 ... 연예정보 프로그램 MC 역
- 2019년 tvN 수목드라마 《그녀의 사생활》 ... 팬사인회 진행자 역(특별출연)
- 2019년 SBS 수목드라마 《절대 그이》
- 2019년 tvN 금요드라마 《쌉니다 천리마마트》 ... 섹션TV연예통신 리포터 역(특별출연)
- 2020년 tvN 월화드라마 《청춘기록》 ... 행사 진행자 역(특별출연)
- 2022년 MBC 토일드라마 《지금부터, 쇼타임!》 ... 연예정보 프로그램 MC 역(특별출연)
- 2022년 넷플릭스 《안나라수마나라》 ... 김미녀 역(목소리출연)
- 2023년 채널 hy 《프레시우먼》 (웹드라마)

## 영화
- 2023년 《싱글 인 서울》 ... 복면 가수 역
- 2016년 《좋아해줘》 ... 리포터 역
- 2015년 《미안해 사랑해 고마워》 ... 결혼식 리포터 역
- 2006년 《애니 프란체스카》 ... 소피아(목소리) 역
- 2006년 《카리스마 탈출기》 ... 강해수 역
- 2005년 《몽정기 2》 ... 김미숙 역

## 방송
- MBC 《섹션TV 연예통신》 패널
- KBS 2TV 《해피선데이 - 남자의 자격 남자 그리고 하모니 편》
- KBS 2TV 《위기탈출 넘버원》
- KBS 2TV 《노래싸움 - 승부》
- 원주MBC 특집 다큐멘터리《명랑소녀 박슬기》
- M.net 《After School of 樂 》
- MBC 《미스터리 음악쇼 복면가왕》 - 심술쟁이 불독녀
- MBC 《마이 리틀 텔레비전》
- M.net 《골든 탬버린》
- KBS2 《2TV 생생정보》 - 내레이션
- MBC 《생방송 행복드림 로또 6/45》 - 883회
- MBC 《라디오스타》- 856회
- JTBC 《아는형님》- 434회
- EBS 1TV 《왕초보 영어》 MC (With 마스터 유진)

## 뮤직비디오
- 울프 - 한 사람
- 꾸물꿈을(노래)

## 광고
- KT
- CJ CGV
- 고려은단

## 수상 내역
- 2004년 제4회 MBC 팔도 모창대회 대상
- 2004년 MBC 방송연예대상 코미디 시트콤부문 여자신인상
- 2014년 MBC 방송연예대상 뮤직토크쇼부문 우수상
- 2020년 브랜드 고객충성도 대상 MC 부문